# Heinz Kretzschmar
Heinz Kretzschmar (* 30. März 1926 in Gohrisch; † 10. Juni 2015 in Radebeul) war ein deutscher Jazzmusiker (Klarinette, Alt- und Tenor- und Baritonsaxophon) und Arrangeur. 1951 erhielt er mit seiner Band in der DDR Berufsverbot.

## Leben und Wirken
Kretzschmar, dessen Vater in der Dorfkapelle Gohrisch musizierte, erhielt ab dem vierzehnten Lebensjahr Klarinettenunterricht an der Musikschule Radebeul. Nach dem Arbeitsdienst wurde er 1944 zur Wehrmacht eingezogen, absolvierte seinen Kriegsdienst aber in einer Militärkapelle. Dann studierte er an der Musikhochschule Dresden mit den Schwerpunkten Klarinette und Saxophon.
1947 gründete Kretzschmar in Dresden seine Bigband, die in einem besonderen Maße zum Jazz tendierte und bald Kultstatus besaß.
Mit dieser Band, zu der zwischen 1948 und 1950 als Pianist Günter Hörig gehörte, nahm er auch für das Amiga-Label auf. Dann wurde er von der Polizei für eine (möglicherweise provozierte) Massenschlägerei während eines Konzertes Ende 1950 verantwortlich gemacht und durfte 1951 in der DDR mit seinen Solisten nicht mehr auftreten, da die Musikausübung der Band „kulturfeindlich“ sei, „die Jugend negativ“ beeinflusse und „die öffentliche Ordnung und Sicherheit“ gefährde. Daraufhin siedelte er mit den meisten Mitgliedern des Tentetts nach Düsseldorf über.
Tourneen führten Kretzschmar quer durch Westdeutschland, Österreich und in die Schweiz; zwei Jahre lang spielte die Band in einem US-Jazzclub in Tripolis. Nach Auflösung der Band 1957 erhielt er Engagements bei Max Greger und ab 1958 bei Kurt Edelhagen, wo er an die Stelle des tödlich verunglückten Franz von Klenck trat. Mit dem Orchester Kurt Edelhagen begleitete er Solisten wie Stan Getz, Oscar Peterson, Toots Thielemans und Benny Bailey. Auch spielte er in der Kenny Clarke/Francy Boland Big Band; nach Ende der Ära Edelhagen gehörte er erst zur Bigband von Paul Kuhn und arbeitete dann in der WDR Big Band Köln. Daneben machte sich Kretzschmar auch als Arrangeur von Musicals („Kiss Me Kate“, „My Fair Lady“) und von Radio- sowie Fernsehproduktionen (WDR-Hafenkonzerte, WDR Hollymünd, Grand Prix Colonia) einen Namen. Seit 1995 leitete er sein Swingtett, mit dem er auch die CD Let’s Swing Again (1999) einspielte.

## Diskographische Hinweise
- Dusko Goykovich International Jazz Octet with Kenny Clarke (1961, mit Francy Boland, Bubi Aderhold, Derek Humble, Carl Drewo, Jean Warland)